# علي أباد (برزاوند)
علي أباد (بالفارسية: علی‌آباد) هي قرية تقع في إيران في قسم برزاوند الريفي. يقدر عدد سكانها بـ 23 نسمة .